# 境之谷
境之谷（さかいのたに）は、神奈川県横浜市西区の町名。「丁目」のない単独行政地名。住居表示未実施区域。

## 地理
西区の南部に位置し、西に元久保町、北西に久保町、北東に藤棚町、東に西戸部町、南東に霞ケ丘、南西に南区伏見町と接している。消防署裏の住宅地の一部が崖になっており、即時避難指示対象区域に指定されている。

### 地価
住宅地の地価は、2025年（令和7年）1月1日の公示地価によれば、境之谷30番11の地点で24万4000円/m²となっている。

## 歴史

### 沿革
- 1935年（昭和10年）7月1日 - 南太田町、西戸部町の各一部を分離し、境之谷を新設。横浜市中区境之谷となる[8]。
- 1943年（昭和18年）12月1日 - 84～96番地が、南区新設のため編入。該当区域のみ横浜市南区境之谷となる[9]。
- 1944年（昭和19年）2月1日 - 南区境之谷が伏見町へ編入し、南区境之谷は廃止となる[9]。
- 1944年（昭和19年）4月1日 - 南区に編入されていない区域のみ、西区新設のため編入。横浜市西区境之谷となる[10]。

## 世帯数と人口
2025年（令和7年）6月30日現在（横浜市発表）の世帯数と人口は以下の通りである。
| 町丁   | 世帯数    | 人口    |
| ------ | --------- | ------- |
| 境之谷 | 1,593世帯 | 2,977人 |

### 人口の変遷
国勢調査による人口の推移。
| 年                 | 人口  |
| ------------------ | ----- |
| 1995年（平成7年）  | 3,227 |
| 2000年（平成12年） | 3,038 |
| 2005年（平成17年） | 2,910 |
| 2010年（平成22年） | 2,856 |
| 2015年（平成27年） | 2,845 |
| 2020年（令和2年）  | 2,917 |

### 世帯数の変遷
国勢調査による世帯数の推移。
| 年                 | 世帯数 |
| ------------------ | ------ |
| 1995年（平成7年）  | 1,249  |
| 2000年（平成12年） | 1,265  |
| 2005年（平成17年） | 1,188  |
| 2010年（平成22年） | 1,262  |
| 2015年（平成27年） | 1,249  |
| 2020年（令和2年）  | 1,402  |

## 学区
市立小・中学校に通う場合、学区は以下の通りとなる（2024年11月時点）。
| 番・番地等  | 小学校               | 中学校               |
| ----------- | -------------------- | -------------------- |
| 1〜53番地   | 横浜市立一本松小学校 | 横浜市立老松中学校   |
| 54〜120番地 | 横浜市立稲荷台小学校 | 横浜市立岩井原中学校 |

## 事業所
2021年現在の経済センサス調査による事業所数と従業員数は以下の通りである。
| 町丁   | 事業所数 | 従業員数 |
| ------ | -------- | -------- |
| 境之谷 | 52事業所 | 178人    |

### 事業者数の変遷
経済センサスによる事業所数の推移。
| 年                 | 事業者数 |
| ------------------ | -------- |
| 2016年（平成28年） | 50       |
| 2021年（令和3年）  | 52       |

### 従業員数の変遷
経済センサスによる従業員数の推移。
| 年                 | 従業員数 |
| ------------------ | -------- |
| 2016年（平成28年） | 164      |
| 2021年（令和3年）  | 178      |

## 施設
- 横浜市西消防署境之谷消防出張所

## その他

### 日本郵便
- 郵便番号：220-0054[3]（集配局：神奈川郵便局[20]）

### 警察
町内の警察の管轄区域は以下の通りである。
| 番・番地等 | 警察署     | 交番・駐在所 |
| ---------- | ---------- | ------------ |
| 全域       | 戸部警察署 | 一本松交番   |